# Planaltoa
Planaltoa är ett släkte av korgblommiga växter. Planaltoa ingår i familjen korgblommiga växter.
Kladogram enligt Catalogue of Life:
| Planaltoa | \| \| Planaltoa lychnophoroides \| \| \| \| \| \| Planaltoa salviifolia \| \| \| \| |
|           | \| \| Planaltoa lychnophoroides \| \| \| \| \| \| Planaltoa salviifolia \| \| \| \| |
|           | Planaltoa lychnophoroides                                                           |
|           |                                                                                     |
|           | Planaltoa salviifolia                                                               |
|           |                                                                                     |